# Victoria Dom
Victoria Dom S.A. (d. JKJ Development S.A.) – polskie przedsiębiorstwo prowadzące działalność deweloperską, działające od 2008 z siedzibą w Warszawie.  

## Historia
Spółka powstała w 2008 z przekształcenia JKJ Development Jasiński sp.j. jako JKJ Development S.A. W tym samym roku zmieniła nazwę na Victoria Dom S.A. oraz realizuje  pierwszą inwestycję wielorodzinną, w Warszawie. W 2009 uruchomiono produkcję i magazynowanie prefabrykatów murów z cegły ceramicznej. 
W 2014 na rynku Catalyst zadebiutowały obligacje spółki. Pierwsza publiczna emisja obligacji korporacyjnych została przeprowadzona w 2017. 
Od 1998 roku do 2024 firma oddała do użytkowania ponad 15 100 mieszkań i domów, a posiadany bank ziemi pozwala na wybudowanie kolejnych kilkunastu tysięcy mieszkań. Deweloper od lat jest uważany za jednego z największych na rynku warszawskim. Victoria Dom koncentruje się na segmencie popularnym. Spółka prowadzi działalność w Polsce oraz w Niemczech.
Od 2004 roku Victoria Dom S.A. jest członkiem Polskiego Związku Firm Deweloperskich.

## Wyróżnienia i nagrody
- Ranking Największych Polskich Firm Prywatnych magazynu Forbes; 2023,  (53 miejsce)[13]
- Laureat Diamentów Forbesa za rok 2013, 2017[14], 2019, 2020, 2021, 2022[15], 2023 – woj. mazowieckie
- Diament Forbes za rok 2019 w kategorii Firmy z przychodami od 50 do 250 mln[16]
- Diament Forbes za rok 2013[17]
- Deweloper Roku „Gazety Finansowej” 2020[18], 2021[19]
- Gazela Biznesu za rok 2017, 2018, 2019[20]
- Firma wielokrotnie otrzymała Certyfikat Dewelopera[21]
- Przyjazny Deweloper w roku 2020 i 2021[22]